# سكوت غيبونز
سكوت غيبونز (بالإنجليزية: Scott Gibbons)‏ هو موسيقي وملحن أمريكي، ولد في 2 مارس 1969.